# Gare de Massy - Verrières
Pour les articles homonymes, voir Gare de Massy.
Ne doit pas être confondu avec Gare de La Verrière.
La gare de Massy - Verrières est une gare ferroviaire française de la ligne de Sceaux, ainsi que de la ligne de Choisy-le-Roi à Massy - Verrières, située sur le territoire de la commune de Massy, à proximité de Verrières-le-Buisson, dans le département de l'Essonne, en région Île-de-France.
Cet établissement voit coexister côte à côte une gare de la Régie autonome des transports parisiens (RATP), desservie par les trains de la ligne B du RER et, parallèle à la première, une gare de la Société nationale des chemins de fer français (SNCF), desservie par les trains de la ligne C du RER.

## Situation ferroviaire
La gare est située au point kilométrique (PK) 12,0 de la ligne de Sceaux, empruntée par le RER B entre les gares des Baconnets et de Massy - Palaiseau et au PK 24,517 de la ligne de Choisy-le-Roi à Massy - Verrières, empruntée par le RER C entre les gares du Chemin d'Antony et de Massy - Palaiseau.

## Histoire

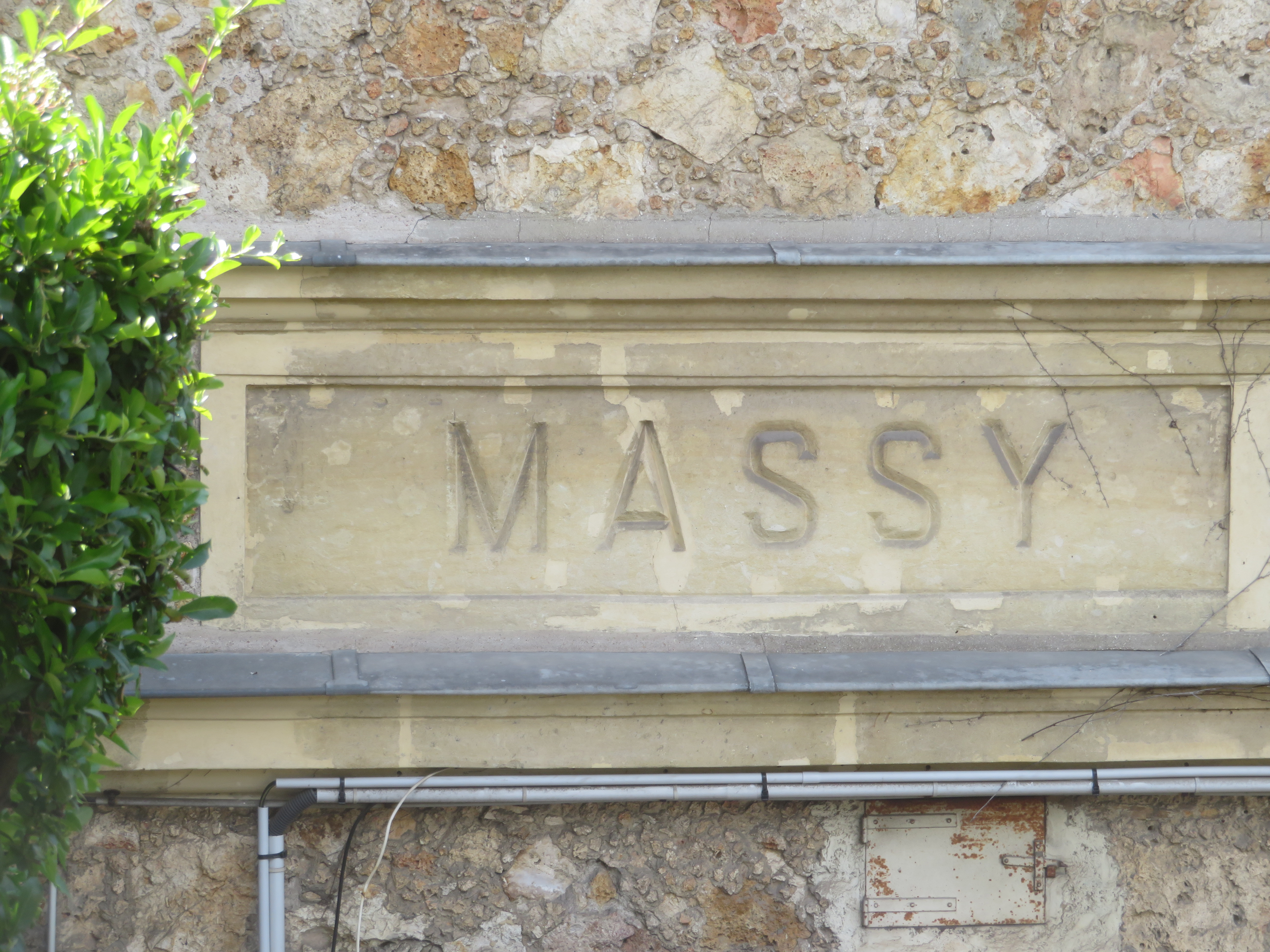
Inscription Massy visible sur la gare SNCF actuelle.

La gare dite « SNCF » est la gare primitive de la ligne de Sceaux lorsqu'elle est exploitée par la Compagnie du chemin de fer de Paris à Orléans (PO). Cette gare est ouverte initialement sous le nom de gare de Massy lors du prolongement de la ligne de Sceaux jusqu'à Orsay (embranchement à partir de Bourg-la-Reine) en 1854. Elle prend ultérieurement le nom de gare de Massy - Verrières pour la distinguer de celle de Massy - Palaiseau ouverte en 1883 pour créer une correspondance avec la ligne de Grande ceinture.
Cet arrêt est mis en correspondance en 1901 avec la ligne de grande ceinture stratégique ouverte en 1886 ; en outre, une gare de marchandises est créée sur un terrain remis par la commune de Massy au Syndicat des chemins de fer de ceinture. Cette gare, qui comprenait deux voies de 238 mètres (reliées à celles de la ligne de Sceaux et à la ligne de grande ceinture stratégique) et un hangar, était située à l'emplacement de l'actuelle voie de raccordement des TGV intersecteurs et de la station RATP située rue Picard.
La station est desservie par des trains voyageurs directs de Paris-Luxembourg à Saint-Cyr-Grande-Ceinture par la vallée de la Bièvre (stations d'Igny, de Bièvres, Vauboyen, Jouy-en-Josas, Petit-Jouy - Les Loges).
En vue des travaux de la ligne de Paris à Chartres par Massy (projet abandonné en 1939) qui aurait dû passer sous les deux voies ferrées un peu plus loin vers le sud, il est procédé en 1923 à une inversion et la ligne de grande ceinture stratégique (actuelle ligne SNCF RER C) enjambe la ligne de Sceaux au nord-est de la station par un saut-de-mouton pour se retrouver à sa droite vers la gare de Massy - Palaiseau. Les voies des deux lignes sont en même temps surélevées (les quais sont ainsi au niveau du premier étage de la gare de l'actuel RER C) et le passage à niveau est remplacé par le pont sous lequel passe l'avenue de la gare-avenue de Verrières.
Une nouvelle gare affectée au service exclusif de la ligne Paris – Limours est créée lors de ces travaux. Cette gare devenue celle de la CMP lors de la reprise de la ligne de Sceaux par le métro en 1938, sera entièrement détruite par les bombardements de 1944. La station reconstruite, devenue celle de la RATP (ligne de Sceaux puis RER B), est encore détruite lors de la construction d'un raccordement utilisé par les TGV intersecteurs, dont la voie accolée à celles du RER B passe à son emplacement, et remplacée par l'actuel bâtiment rue Picard.
La ligne de Choisy-le-Roi à Massy - Verrières (dite ligne de Grande ceinture stratégique car réclamée par l'Armée), ouverte au trafic des voyageurs le 18 octobre 1886, ferme le 15 mai 1939 . Le 25 septembre 1977, elle rouvre aux voyageurs entre Pont de Rungis et Massy - Palaiseau et devient une branche du RER C. La gare SNCF rouverte aux voyageurs (guichet et salle d'attente) ferme en 2022. Le point d'arrêt avec distributeurs de titres de transport est maintenu avec une desserte à la demi-heure Massy - Palaiseau – Paris-Austerlitz).
En 2019, 607 314 voyageurs sont entrés à cette gare par l'entrée RATP, ce qui la place en 63e position des gares de RER exploitées par la RATP pour sa fréquentation. Cette même année, la fréquentation annuelle estimée par la SNCF (par l'entrée du RER C) est de 330 403 voyageurs.

## Service des voyageurs

### Accueil
La gare dispose de guichets d'information et d'automates dans la station RATP du RER B, ceux de la gare SNCF du RER C ont fermé en 2022.
Des distributeurs de billets extérieurs sont aussi mis à disposition.

### Desserte
La gare est desservie par les trains des lignes B et C du RER.

### Intermodalité
La gare est desservie par la ligne 409 du réseau de bus de la Bièvre et par les lignes J et V du réseau de bus La Navette Paris-Saclay.

Galerie de photographies
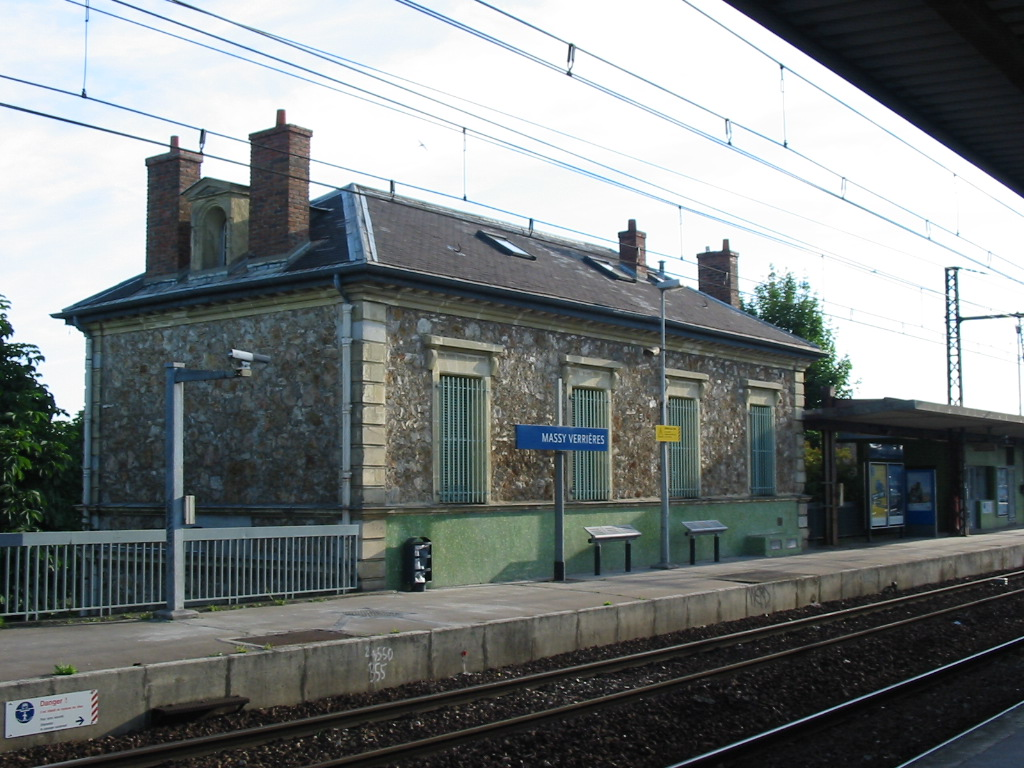
La gare SNCF (ligne C) vue du quai central.
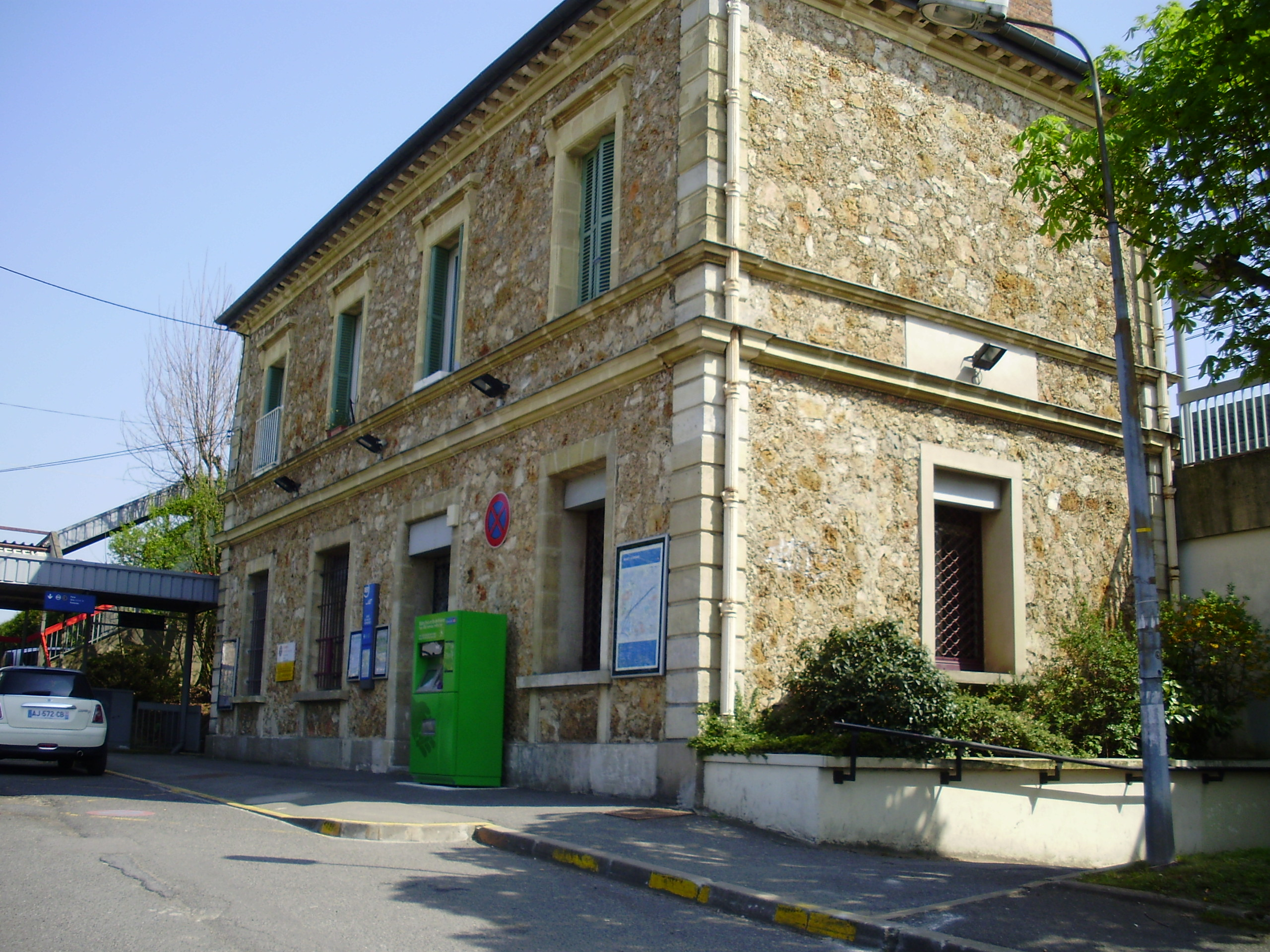
La gare SNCF (ligne C) vue de l'extérieur.
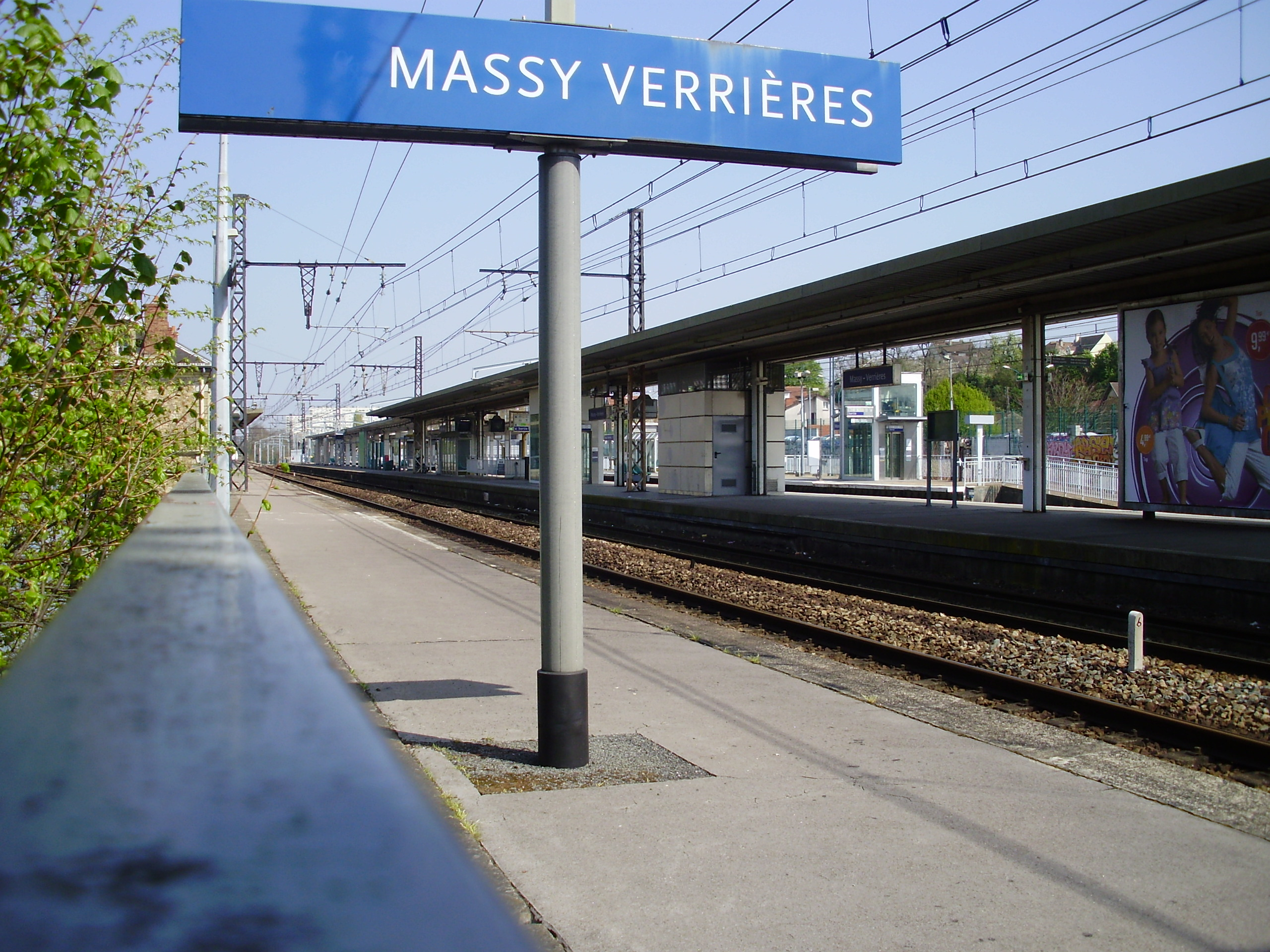
Vue depuis l'extrémité sud-ouest du quai SNCF vers Choisy-le-Roi : voies SNCF à gauche, voies RATP à droite.